# Harpunier

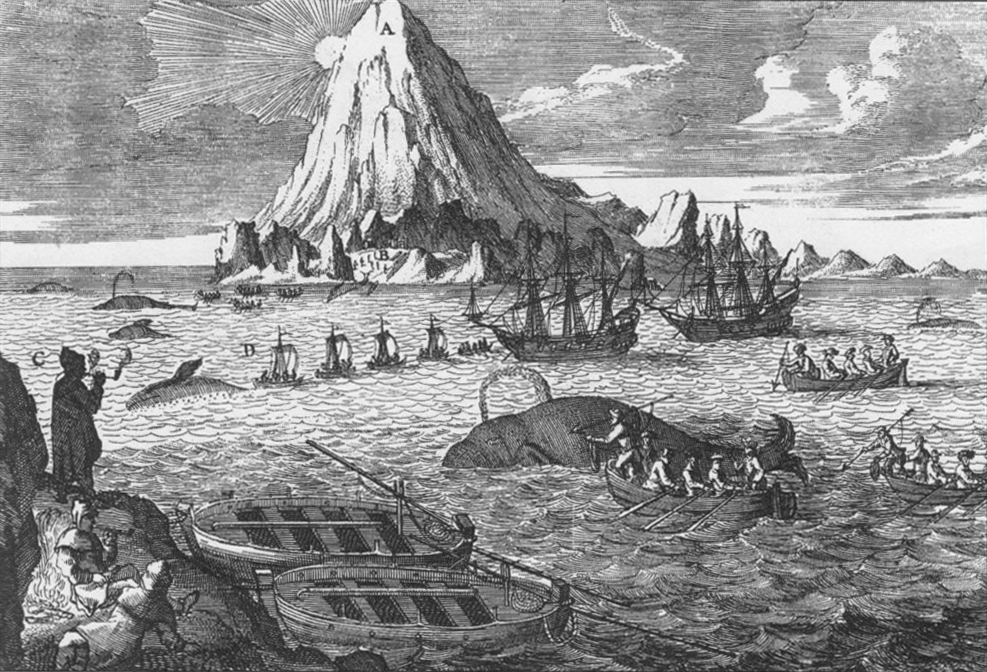
Harpuniere vor Jan Mayen, 18. Jahrhundert

Der Harpunier ist ein Beruf an Bord eines Walfängers.

## Geschichte
Vor Erfindung der Harpunenkanone durch den Norweger Svend Foyn um 1864 gehörte der Harpunier zu den Riemengasten in den kleinen Fangbooten oder Schaluppen, die ein wichtiges Zubehör des Walfangschiffes waren. Durch einen kräftigen Wurf der Harpune, einer Art Speer, an dessen Ende ein Tau befestigt ist, auf den fliehenden Wal war es Aufgabe des Harpuniers, das Fangboot am Wal zu befestigen, indem er dafür sorgte, dass die Harpune nach dem Wurf im Leib des Wales stecken blieb. Nun konnte das Fangboot mittels des Seiles an den Wal herangezogen werden und der Steuermann des Fangbootes, der auch gleichzeitig Steuermann oder Kapitän an Bord des Walfangschiffes war, konnte mit Hilfe einer Lanze, an deren Ende sich eine lange Messerklinge befand, die Hauptschlagader des Wales durchtrennen und so den Wal töten.
In moderneren Zeiten, nach Erfindung der Harpunenkanone, bezeichnet der Begriff Harpunier denjenigen an Bord des Walfängers, der den Wal mit der Harpunenkanone sowohl tötet als auch am Schiff befestigt.